# 微生物诱发的沉积构造

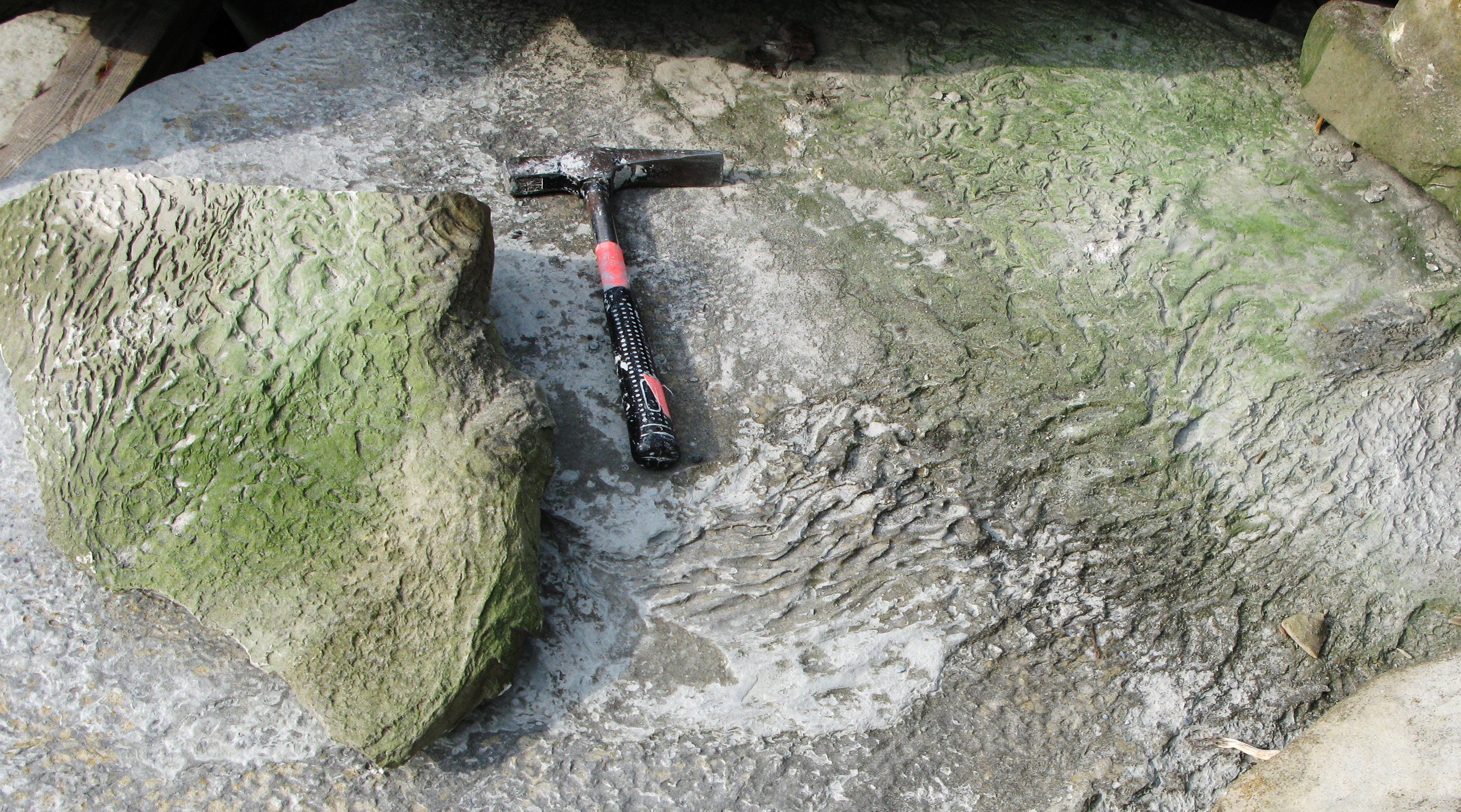
这种起皱的“象皮”纹理是由非叠层石微生物席形成的特征。该图片显示了瑞典伯格斯维克地层的位置，在那里，该纹理首次被确定是微生物席的证据。

微生物诱发的沉积构造（MISS）又称为“席底构造”是由微生物与沉积物及侵蚀、沉积和搬运等物理因素相互作用形成的主要沉积构造，即微生物通过生命活动在沉积物表面形成微生物席，使松散的沉积物富有黏结性而抗水流改造形成的一系列特殊沉积构造。当微生物席(可能由细菌、真菌、原生动物、古菌或藻类等构成)保存在沉积地质记录中时，通常会形成这些结构。
大型和微观微生物诱发沉积构造主要有17种，其中化石记录中最丰富的是皱饰结构 和微生物席碎屑，其他的类型包括S型弯曲构造、多边形振荡裂缝、多向变余波痕、剥蚀残余和坑穴或气穹窿。
尽管这些构造直到最近才被命名和系统描述，但一些早期研究人员就已提出了沉积物和沉积岩中的微生物与独特构造间的关系。在34.8亿年前太古宙所形成地层中发现的“席底构造” ，可能是地球上最古老的完整化石。在埃迪卡拉纪时期，它们通常与埃迪卡拉生物群化石的保存有关。此后，由于农业文明的影响，他们的分布范围随之缩减。
现已提出了许多标准来识别真正的生物结构，并将其与地质过程中可能产生的类似外观特征区分开来。这些与岩石所经历的变质程度以及它们相对于海平面的地层位置、沉积环境、古代水压，还有自身质地等均有关系。
在最近的几本书，对微生物席诱发沉积构造的个别研究进行了总结和说明，包括《硅质碎屑岩记录中保存的微生物席特征图集》和《硅质碎屑沉积体系中随时间推移的微生物席》。
根据对火星的一项研究，“好奇号”火星车探访的黄刀湾吉莱斯皮湖段，可能存在类似地球上席底构造的砂岩层。

## 另请查看
- 科瑟姆大理石